# Câmara de Comércio Brasil-Moçambique
A Câmara de Comércio Brasil-Moçambique (CCBM) é uma organização sem fins lucrativos, vinculada ao Consulado da República de Moçambique no Brasil, com sede da Presidência Nacional no município de Vitória, no estado do Espírito Santo, com o objetivo promover o desenvolvimento das relações econômico-comerciais e sociais entre o Brasil e a República de Moçambique.
A Câmara de Comércio Brasil-Moçambique é presidida pelo Sr. Shalom Confessor de Aguiar do Amaral, por indicação do Cônsul de Moçambique no Espírito Santo, Sr. Adilson Romualdo Neves, e tem como Presidente de Honra o Excelentíssimo Embaixador da Repúbica de Moçambique no Brasil, Murade Isaac Murargy.

## Funções
A Câmara promove missões empresariais e encontros de negócios entre entidades empresariais e governamentais Brasileiras e Moçambicanas. Possui escritórios em Vitória, ES (sede nacional), no Rio de Janeiro, São Paulo, Paraná e Rio Grande do Sul.